# 天免座山
70°40′S 67°10′W / 70.667°S 67.167°W

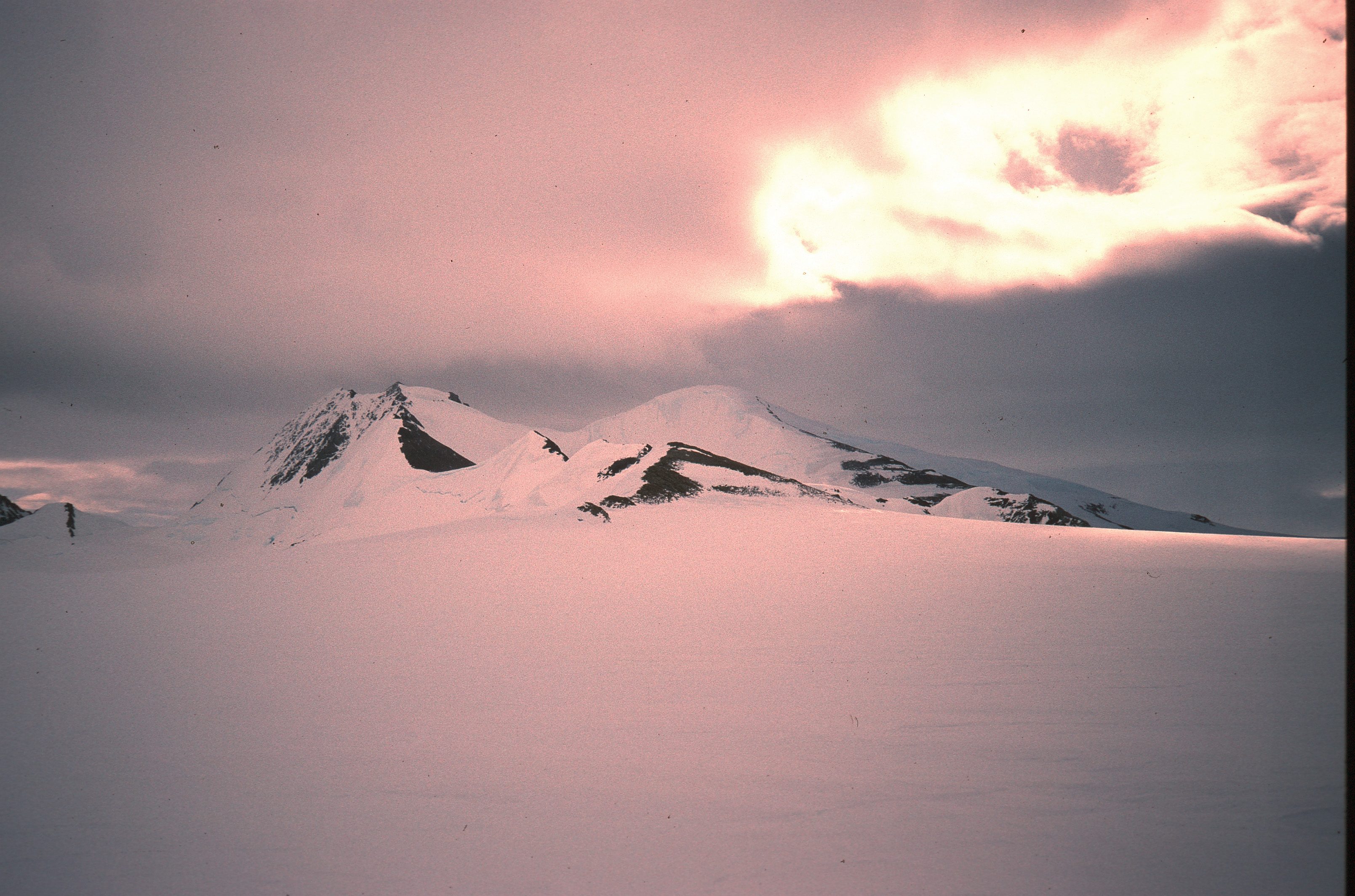

天免座山（英語：Mount Lepus）是南極洲的山峰，位於帕爾默地西岸，處於伯特倫冰川和米勒特冰川之間，以天免座命名，現時由南極條約體系管理。